# Test d'Anderson-Darling
Le test d'Anderson-Darling est un test de normalité de l'échantillon statistique. Permet de détecter l'écart par rapport à la normalité des valeurs maximales et minimales d'une distribution.